# Reformierte Kirche Brail

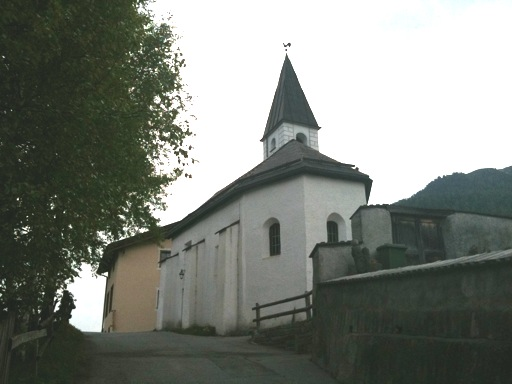
Reformierte Kirche Brail

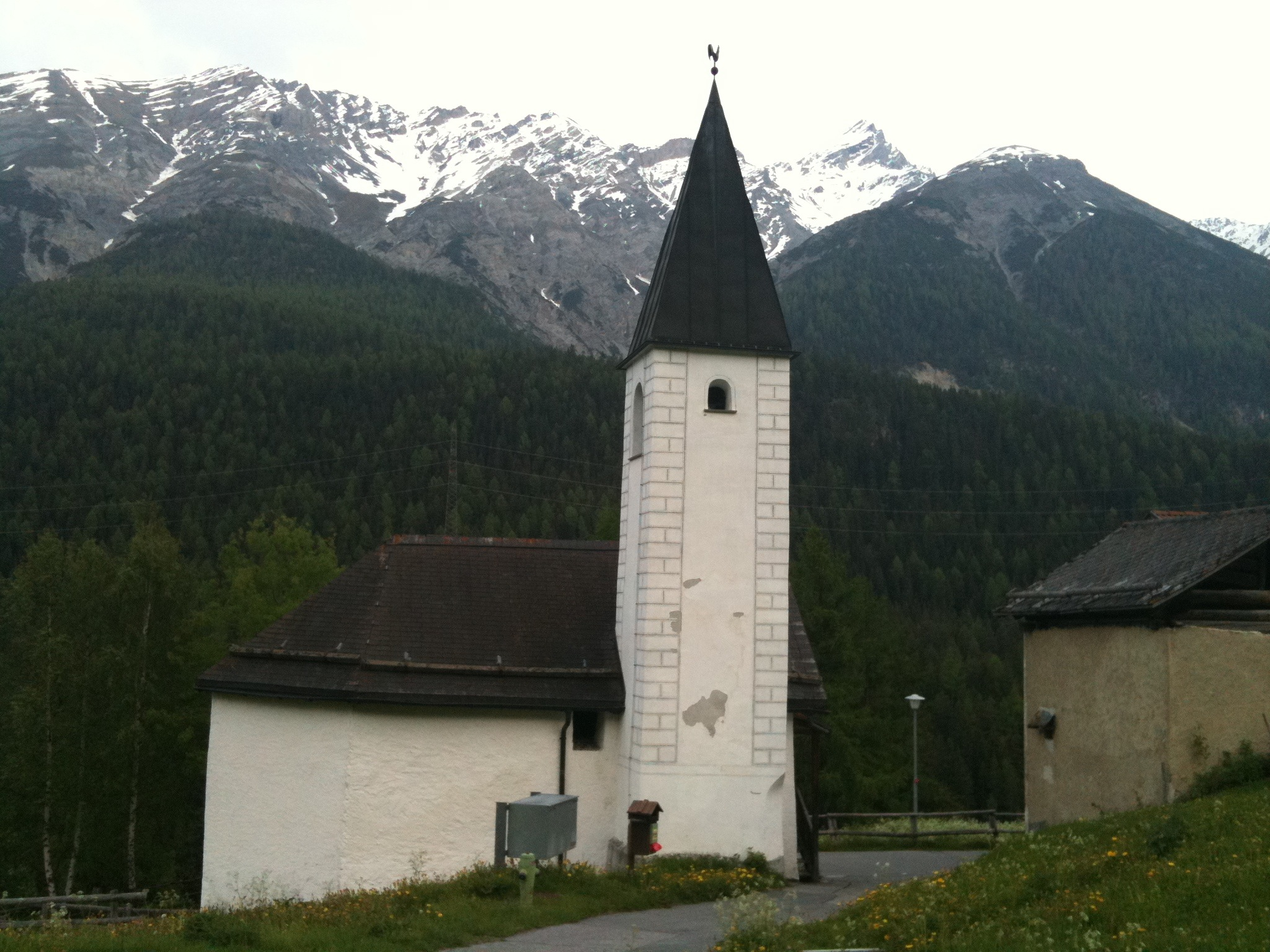
Aus anderer Perspektive

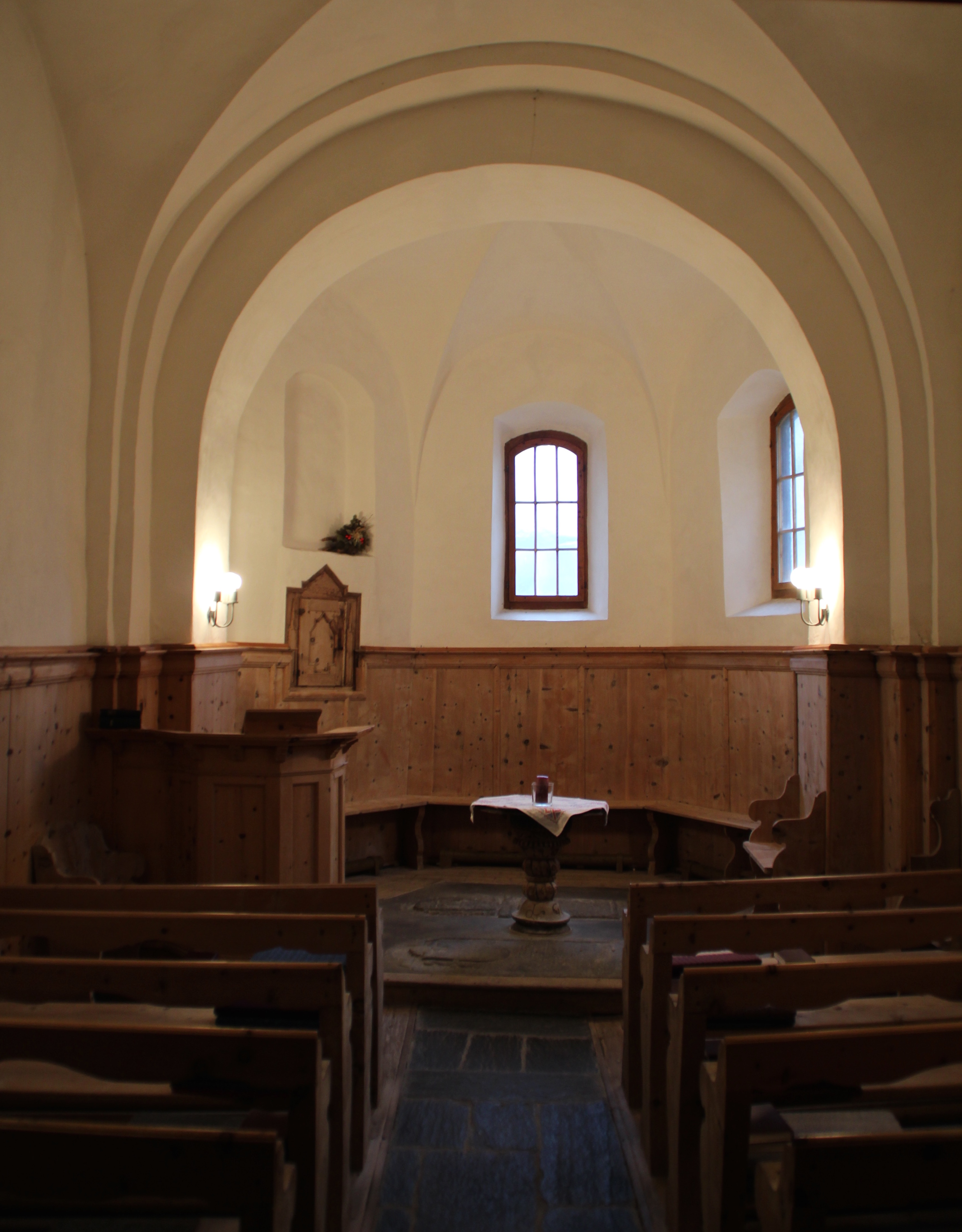
Innenraum

Die reformierte Kirche in Brail auf der Grenze zwischen Ober- und Unterengadin ist ein evangelisch-reformiertes Gotteshaus unter dem Denkmalschutz des Kantons Graubünden. Sie steht von Cinuos-chel her kommend unmittelbar nach dem Dorfeingang auf linker Seite in Hanglage, so dass das Portal nur über eine Holztreppe erreicht werden kann. Ein Friedhof liegt an.

## Geschichte
Die erste Kirche wurde 1415 erbaut; ihre erste urkundliche Erwähnung stammt aus dem Jahr 1499. Sie gehörte zur Kaplanei Zernez und wurde 1553 reformiert. Die Kirche in ihrer jetzigen Form stammt aus der Zeit um 1650. Zwischen 1743 und 1834 wurde sie von einem eigenen Pfarrer betreut, seither ist  Zernez zuständig. 1984/86 wurde sie letztmals renoviert.

## Ausstattung
Die nur wenige dutzend Personen fassende Kirche weist mittelalterliche Bausubstanz auf und stand ursprünglich unter dem Patrozinium des Apostels Thomas (im rätoromanischen Idiom Puter Tumesch, also Baselgia (Kirche) San Tumesch). Der Turm mit einstöckiger Glockenstube trägt ein Zelt-, das Kirchenschiff ein Giebel- und über dem Chor ein Walmdach.
Im barockisierten Kircheninneren dominieren eine schalldeckellose Kanzel, die den durch einen Rundbogen vom Schiff getrennten Chor linksseitig abschliesst, und ein zentraler Taufstein, auf dem nach reformiertem Bündner Brauch auch das Abendmahl gefeiert wird. Im Chor befindet sich ein Sakramentshäuschen aus vorreformatorischer Zeit.

## Kirchliche Organisation
Brail bildet innerhalb der Evangelisch-reformierten Landeskirche Graubünden eine Kirchgemeinde mit Zernez.